# Brayan Riascos
José Brayan Riascos Valencia (sinh ngày 10 tháng 10 năm 1994), hay Brayan Riascos, là một cầu thủ bóng đá người Colombia thi đấu ở vị trí tiền đạo cho Oliveirense.